# 维埃纳城
维埃纳城（法語：Vienne-la-Ville，法語發音：[vjɛn la vil]）是法国马恩省的一个市镇，位于该省东北部，属于香槟沙隆区。

## 地理
维埃纳城（49°10'3"N, 4°51'37"E）面积7.48 平方千米，位于法国大東部大區马恩省，该省份为法国东北部内陆省份，北起阿登省，西北接埃纳省，西南接塞纳-马恩省，南至奥布省，东南接上马恩省，东临默兹省。
与维埃纳城接壤的市镇（或旧市镇、城区）包括：阿戈讷地区圣托马、贝尔济约、库尔泰蒙、穆瓦尔蒙、拉讷维尔欧蓬、塞尔翁-梅尔济库尔、维埃纳堡。

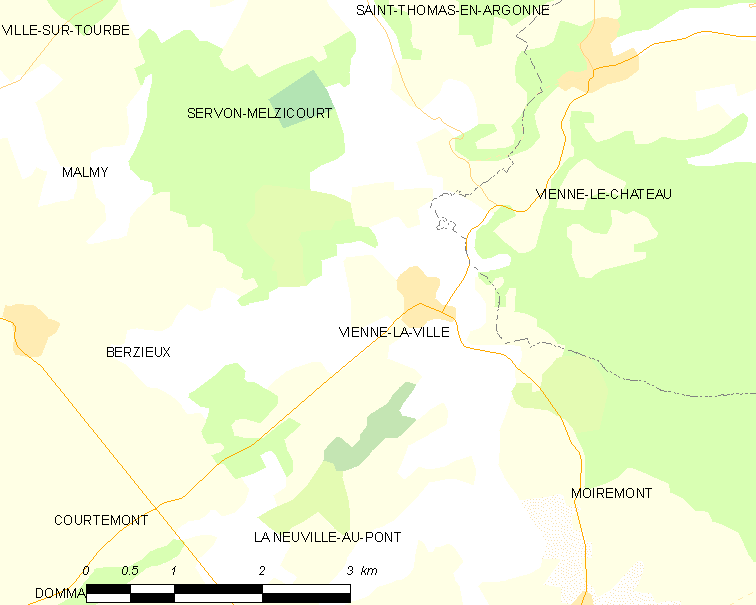
维埃纳城的OSM定位图

维埃纳城的时区为UTC+01:00、UTC+02:00（夏令时）。

## 行政
维埃纳城的邮政编码为51800，INSEE市镇编码为51620。

## 政治
维埃纳城所属的省级选区为阿戈讷-叙普-韦勒县。

## 人口

1962-2008年间维埃纳城人口变化图示

维埃纳城于2022年1月1日时的人口数量为162人。